# Slioch
Der Slioch (schottisch-gälisch Sleaghach) ist ein 981 m (3.219 ft) hoher Berg in Schottland. Er liegt in Wester Ross in der Council Area Highland am südöstlichen Ende des Nordufers von Loch Maree und zählt zu den Munros sowie den Marilyns. Mit seinen 981 m ist der Slioch der höchste Berg rund um Loch Maree. 

## Beschreibung
Aufbauend auf Gneis ragt der Gipfelaufbau des Slioch aus torridonischem Sandstein nach fast allen Seiten mit steilen Felswänden auf. Lediglich nach Südosten ist der Berg weniger abweisend, hier öffnet sich das breite Coire na Sleaghaich, das von den beiden vom Gipfel nach Osten und Südosten laufenden Graten eingefasst wird. Die Bedeutung seines gälischen Namens, der mit Der Speer übersetzt werden kann, ist nur aus östlicher Richtung verständlich, hier zeigt sich der Gipfelaufbau mit dem vorgelagerten, 934 m (3.064 ft) hohen Sgurr an Tuill Bhain auf dem Ostgrat von seiner Schmalseite. Aus Richtung Westen und Süden wirkt der Slioch dagegen wie eine steile Felsenfestung. Dem Südostgrat vorgelagert sind mit dem 738 m (2.421 ft) hohen Sgùrr Dubh und dem 525 m (1.722 ft) hohen Meall Each zwei weitere Vorgipfel, die das Coire na Sleaghaich nach Süden abschließen.

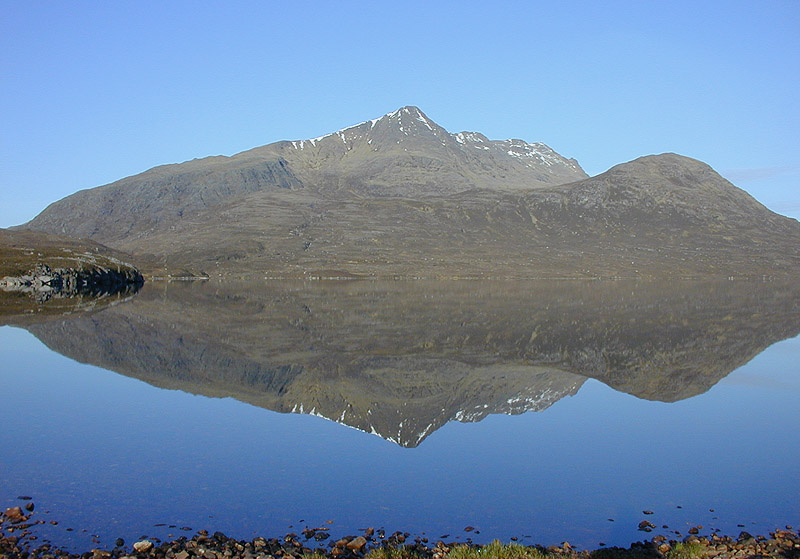
Blick von Osten über das Südende von Lochan Fada auf den Slioch mit dem Vorgipfel Sgurr an Tuill Bhain
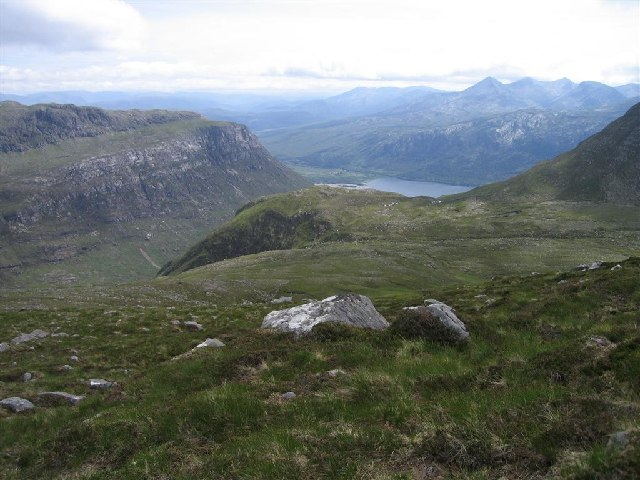
Das Coire na Sleaghaich vom Ostgrat des Slioch, im Hintergrund das Südende von Loch Maree
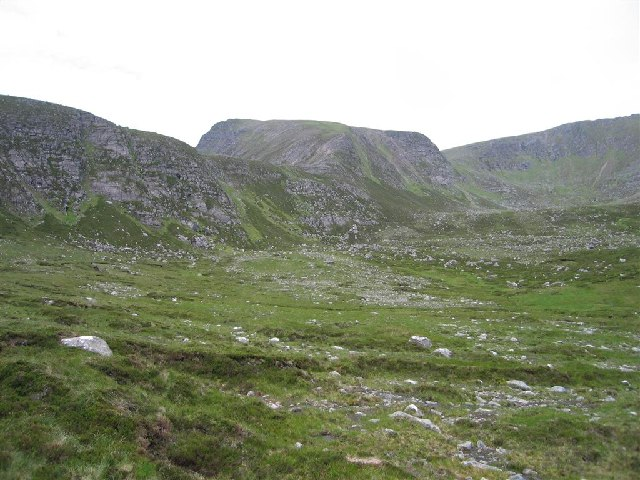
Blick aus dem Coire na Sleaghaich zum Gipfelaufbau des Slioch
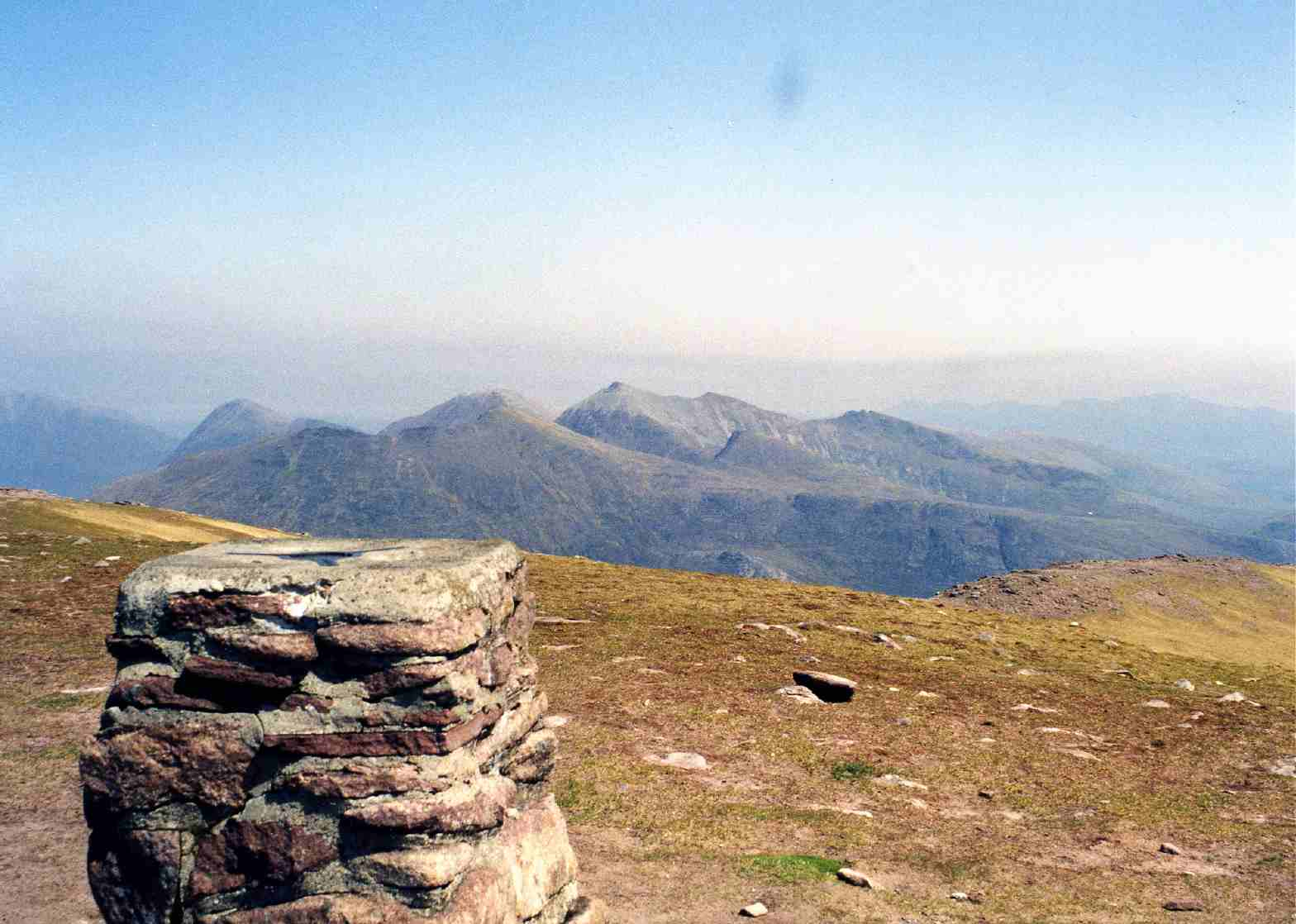
Der trigonometrische Punkt auf dem Gipfel des Slioch, im Hintergrund die Berge des Fisherfield Forest im Norden

## Aufstieg
Erreichbar ist der Slioch von Kinlochewe. Von dort führt der Zustieg entlang des Kinlochewe River und des Nordufers von Loch Maree. Über den Bealach zwischen Sgùrr Dubh und Meall Each führt der Zustieg in das Coire na Sleaghaich und über den Südostgrat zum Gipfel. Die Zustiegsdauer beträgt etwa vier bis fünf Stunden. Aufgrund der die meisten Gipfel der Region überragenden Höhe und der Lage oberhalb von Loch Maree ist der Slioch ein beliebtes Ziel für Wanderer und Bergsteiger. 